# 크로스리버주

크로스리버주의 위치

크로스리버주(영어: Cross River State)는 나이지리아의 남부에 있는 주로, 주도는 칼라바르이다. 면적은 20,156km2이며, 인구는 1,865,604명(1991년)이다. 1967년 5월 27일 옛 북동부주에서 분리되어 신설되었다. 북쪽으로는 베누에주, 서쪽으로는 에누구주와 아비아주, 남쪽으로는 아콰이봄주, 대서양과 접하며 동쪽으로는 카메룬과 국경을 접한다.